# Метрополія

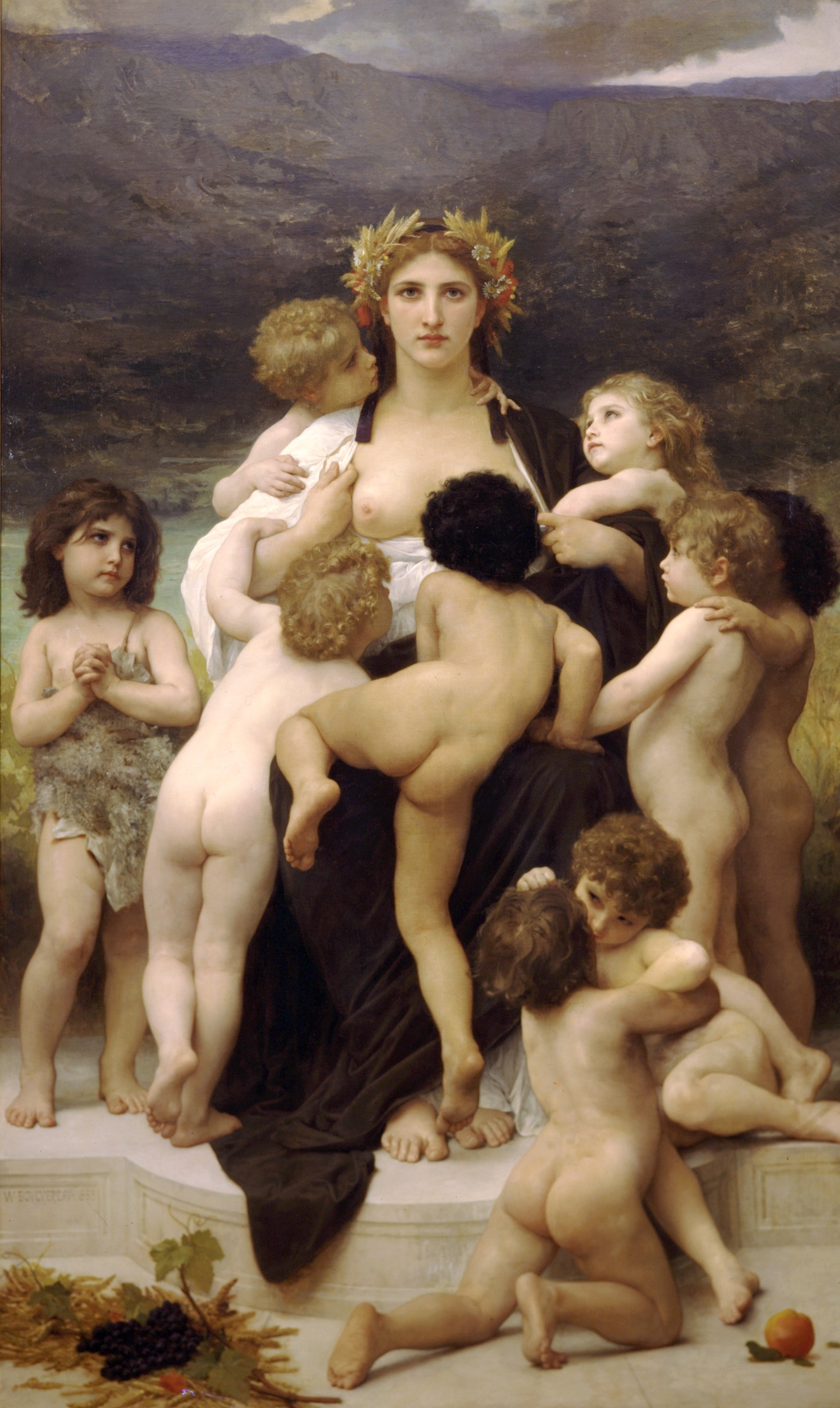
Вільям Бугро, «Мати Батьківщина» (1883)

Метропо́лія (дав.-гр. μήτηρ «мати + πόλις «місто»; μητρόπολις букв. «материнське місто»): етимоном (істинним значенням) слова метрополія є «самостійна одиниця розселення, яка має свої колонії».

## Значення
Термін метрополія вживається також у значеннях:
- «імперіалістична держава (від слова „держати“), що володіє колоніями; столиця; у Стародавній Греції місто-держава (поліс), яке заснувало свої поселення (колонії) на інших землях».[1]

Через посередництво західноєвропейських і латинської мов запозичено з грецької (грец. μητροπολίτης, «місто-держава» складається з основ іменників μητρο — «мати» і πολίτης — «місто, містечко») Буквально — «материнське місто».
Такий переклад не є зовсім точним, адже «метро» не означає «держава» («Місто-держава» латиною civitas), а «поліс» — місто. В Стародавній Греції не було розрізнення міст і сіл. Найдокладніше, це «самостійна одиниця розселення, яка має колонії», «самостійна одиниця розселення (поліс), яка уніфікує державний простір (політі) інших самостійних одиниць розселення». Образніше: «коронні землі». Звідси і лат. populus — «народ», а також: популізм, політія (polytia), polity (влада громадянського суспільства), популяція, політика. Не кожне місто може бути колоніальним центром і центром асиміляції різноетнічних підлеглих інструментами мови і культури.

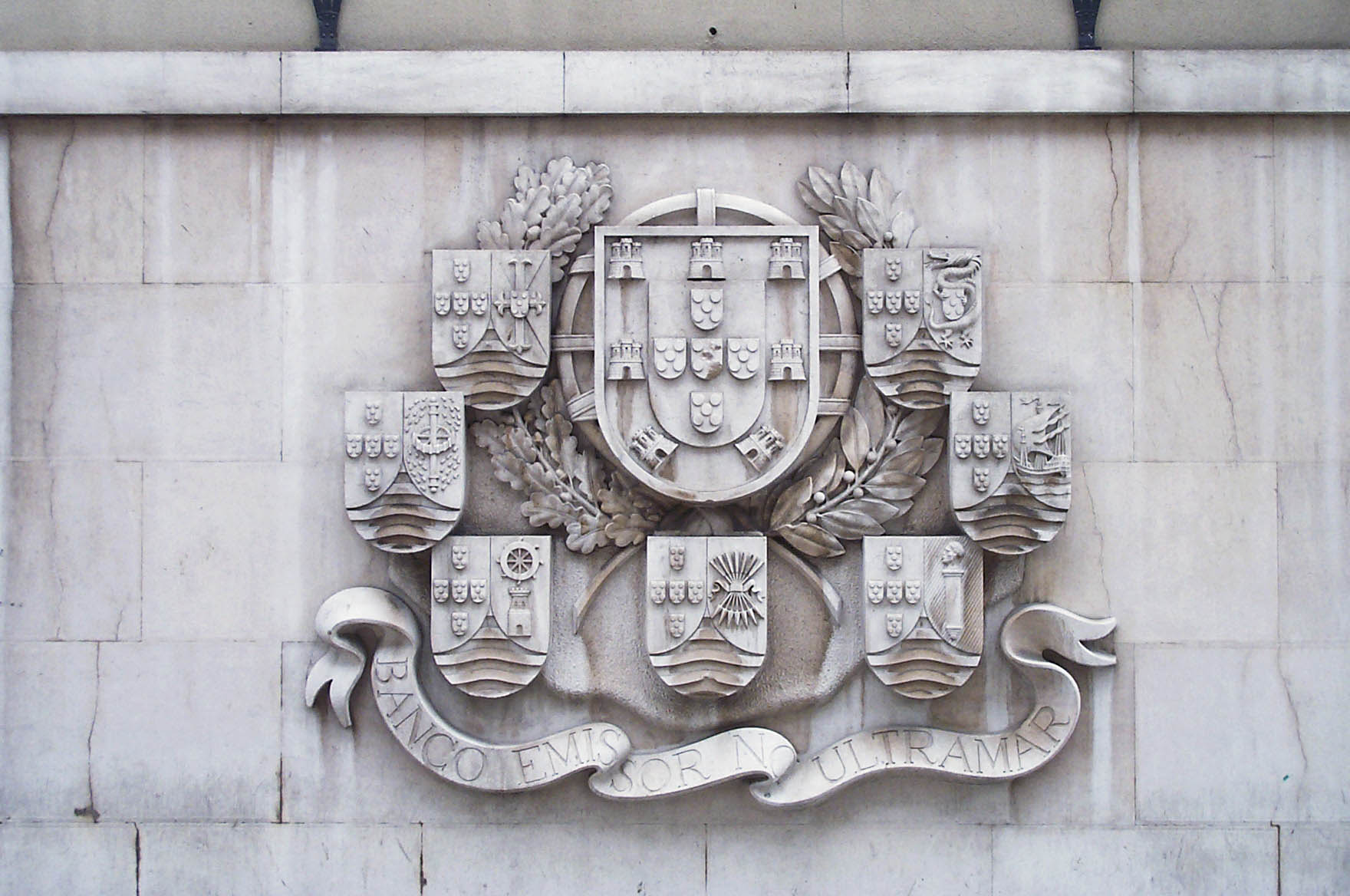
Герб Португалії в оточенні гербів її колоній (на середину XX століття) на будівлі Португальського заморського банку (Banco Emissor no Ultramar)

Тому поняття метрополія часто розповсюджується на регіон (а не на місто):
- Метрополія — «країна, що володіє колоніями»; «центр колоніальної імперії».

З ліквідацією Гетьманщини (XVIII ст.) Україна остаточно опинилася у володінні Російської імперії. Звісно, що в таких випадках з'являються терміни «колонія» і «метрополія», які вказують на підпорядкованість регіону, окраїни, землі і т. д., підвладних центру (метрополії), втрату самостійницького життя. Ця підпорядкованість наявна незалежно від культурницьких та інших впливів, які йдуть з «регіону», але вони, впливи, не настільки потужні, щоб змінити політичний статус регіону (колонії) та й самої метрополії. Метрополія вимагає підкорення за всіма параметрами, тим більше — духовними, творчими. Інструментом такої етнічної консолідації підкорених етносів навколо імперського центру завше були мова і культура. Імперський Рим насаджував латинську мову та культуру в завойованих провінціях Європи. Внаслідок їх латинізації багато автохтонних етносів Європи трансформувалися в іспанців, португальців, французів, румунів, що розмовляють мовами, похідними від латини — мови стародавнього Риму. Внаслідок аналогічних процесів в Іспанській імперії постали близько 30 іспаномовних етносів Латинської Америки.
Цікаве в цьому плані можна спостерігати в Конституції Італії. Згідно зі ст. 114 Конституції Італії: «Республіка створюється з комун [Comune — найменша місцева одиниця в республіканському устрої. Має власний статут, повноваження та функції], провінції [Provincia— автономна одиниця, наділена власним статутом, функціями та повноваженнями. У республіканському устрої посідає проміжне місце між найбільшою одиницею, якою є область, та найменшою, якою є комуна], міст-метрополій [Citta metropolitane — місто-метрополія (головне місто метрополійної зони). У 1990 р. мегаполіси отримали статус метрополійних зон, а комуни, які є їхнім осердям, — статус міст-метрополій], областей [Regione — згідно з Конституцією Італії є однією зі складових Республіки; автономна одиниця, наділена власним статутом, повноваженнями та функціями. Поряд із державою, має також законодавчі повноваження] та держави…».
- Метрополія — економічний і культурний центр агломерації[джерело?].

У Канаді, метрополією називають центральне місто провінції.
У Польщі, триває жвава наукова полеміка в контексті ефективного проведення адміністративної реформи, практичним результатом стало прийняття урядом положення про існування 12 метрополій (від запровадження цієї моделі виграють великі міста-метрополії, а втрачають середні міста (150—400 тис. жителів), що позбавлені метрополітарного статусу).
Метрополізація не є синонімом слова урбанізація. Метрополізація пов'язана з досягненням переваги даної «одиниці розселення» над іншими в межах якоїсь території (метрополійного ареалу) — це процес утворення метропольних територій чи метрополій-регіонів з надзвичайно високою концентрацією населення та економічної активності.